# Avessac
Avessac – miejscowość i gmina we Francji, w regionie Kraj Loary, w departamencie Loara Atlantycka.
Według danych na rok 2010 gminę zamieszkiwało 2437 osób, a gęstość zaludnienia wynosiła 31 osób/km².